# Kutkanella
Kutkanella es un género de foraminífero bentónico de la subfamilia Pseudofusulininae, de la familia Schwagerinidae, de la superfamilia Fusulinoidea, del suborden Fusulinina y del orden Fusulinida. Su especie tipo es Fusulina verneuili var. solida. Su rango cronoestratigráfico abarca el Cisulariense (Pérmico inferior).

## Discusión
Clasificaciones más recientes incluyen Kutkanella en la superfamilia Schwagerinoidea, y en la subclase Fusulinana de la clase Fusulinata. Algunas clasificaciones incluyen Kutkanella en la familia Pseudofusulinidae.

## Clasificación
Kutkanella incluye a las siguientes especies:
- Kutkanella antis †
- Kutkanella franklinensis †
- Kutkanella granumavenae †
- Kutkanella kalmykovae †
- Kutkanella kutkanensis †
- Kutkanella parafranklinensis †
- Kutkanella parasolida †
- Kutkanella pashnjaensis †
- Kutkanella postsolida †
- Kutkanella russiensis †
- Kutkanella shamovi †
- Kutkanella solida †